# Знаменка (Єсільський район)
Зна́менка (каз. Знаменка) — село у складі Єсільського району Акмолинської області Казахстану. Адміністративний центр та єдиний населений пункт Знаменської сільської адміністрації.
Населення — 280 осіб (2021; 544 у 2009, 851 у 1999, 1077 у 1989).
Національний склад станом на 1989 рік:
- росіяни — 39 %;
- українці — 25 %.